# 松川浦漁港

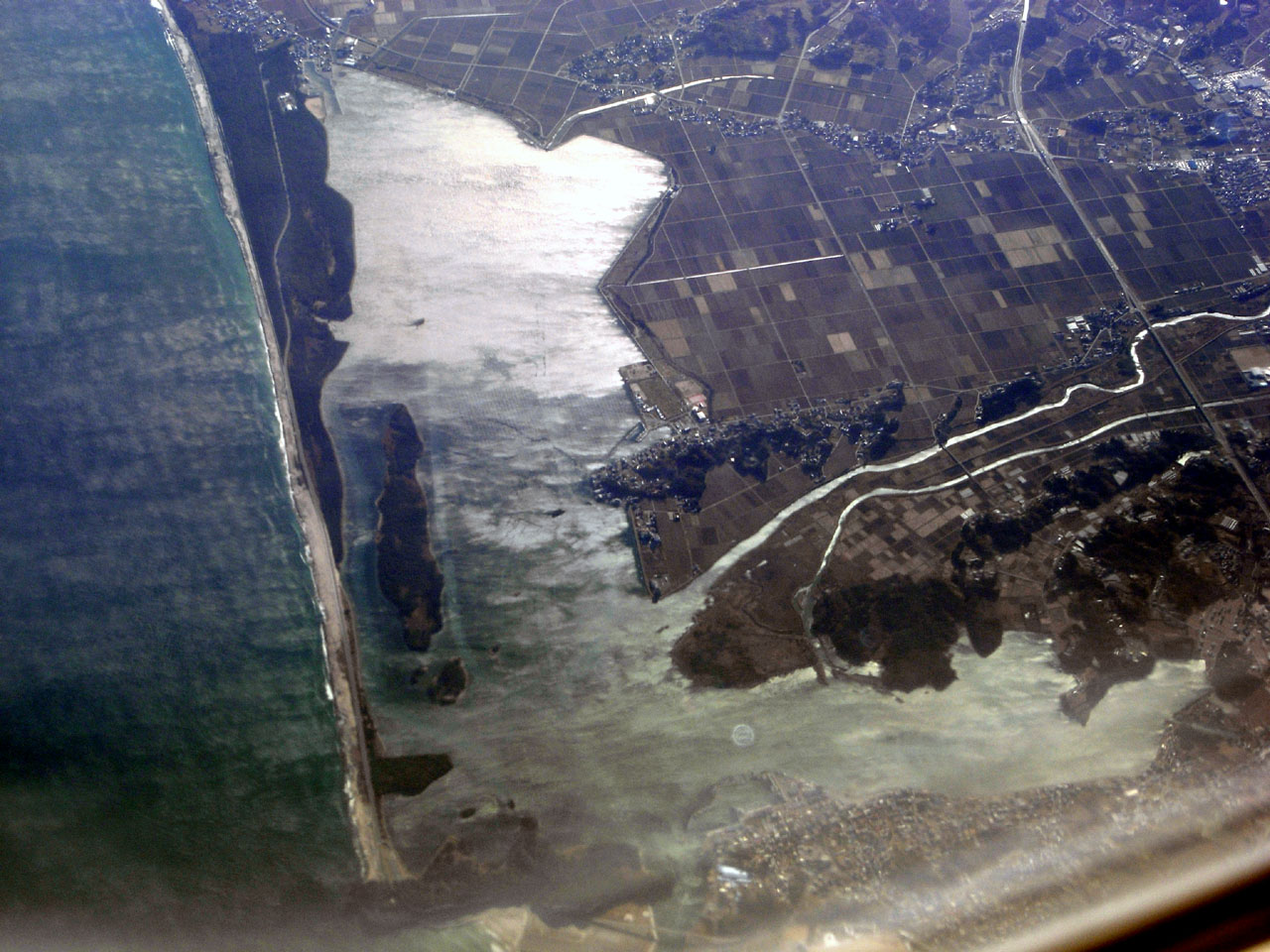
浦内に松川浦漁港がある松川浦
一番奥が磯部漁港、宇多川河口奥（南）側が松川浦漁港、画面下水路右手が原釜漁港

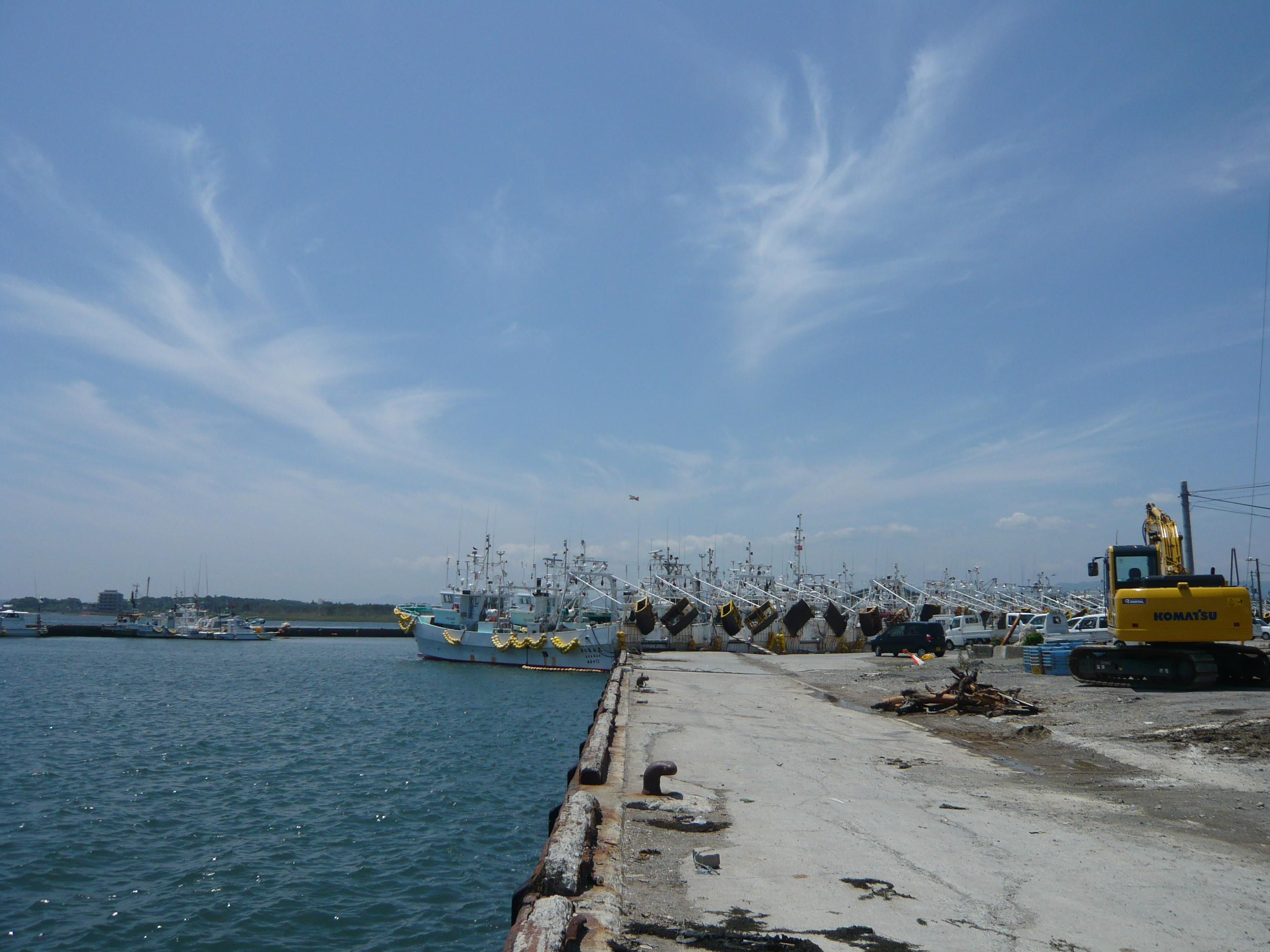
松川浦漁港（2013年6月3日）

松川浦漁港（まつかわうらぎょこう）は、福島県相馬市の汽水湖松川浦にある第3種漁港である。

## 概要
- 管理者 - 福島県
- 漁業協同組合 - 相馬原釜、磯部、松川浦
- 組合員数 - 743名（2007年末）[1]
- 漁港番号 - 1730010

底引き網船が30隻と日本一多く、1隻あたり年間9000万円の売り上げがあった。

## 沿革
- 1931年（昭和6年）4月 - 松川浦築港事務所を新設[1]。
- 1932年（昭和7年） - 防波堤、囲堤、岸壁の築造に着手[1]。
- 1946年（昭和21年） - 第一次松川浦港修築事業を開始[1]。
- 1951年（昭和26年）7月10日 - 第2種漁港に指定[2]
- 1968年（昭和43年）12月16日 - 第3種漁港に指定[3]。
- 1996年（平成8年）3月5日 - 区域拡大[4]。
- 1999年（平成11年）10月3日 - 第19回全国豊かな海づくり大会を開催[1]。
- 2011年（平成23年）3月11日 -東日本大震災（東北地方太平洋沖地震）により壊滅的な被害を受ける。

## 主な魚種
- イカナゴ - 2002年度陸揚量全国第3位
- カレイ - 2002年度陸揚量全国第2位
- ノリ
- タコ - 2002年度陸揚量全国第1位
- ホッキ貝 - 2002年度陸揚量全国第1位
- アナゴ - 2002年度陸揚量全国第4位
- ヒラメ - 2002年度陸揚量全国第3位
- メバル - 2002年度陸揚量全国第7位

## 主な漁業権
主な漁業権は、以下のとおり。
- 底引き網
- ひき網
- 刺し網
- のり養殖